# Abate aéreo do Mil Mi-24 da Força Aérea Russa em 2020
Em 9 de novembro de 2020, um helicóptero de ataque russo Mil Mi-24 da Força Aérea Russa, foi abatido pelas Forças Armadas do Azerbaijão durante os confrontos no Alto Carabaque. Ele foi abatido perto de Yeraskh, na Armênia, a poucos quilômetros da República Autônoma de Naquichevão, no Azerbaijão, como resultado de um tiro de MANPADS. Dois membros da tripulação morreram, enquanto outro ficou ferido como resultado do ataque. As autoridades azerbaijanas logo emitiram um comunicado de desculpas, dizendo que o abate aconteceu por engano e ofereceu uma compensação.

## Eventos

### Contexto
O tiroteio ocorreu durante uma guerra pela disputada região do Alto Carabaque, que é de fato controlada pela autoproclamada e não reconhecida República de Artsakh, que é apoiada por seu aliado, Armênia, mas faz parte de jure do Azerbaijão. Em 8 de novembro de 2020, as forças do Azerbaijão tomaram o controle de Shusha, após uma batalha de quatro dias pela cidade.

### Abate aéreo
O abate ocorreu em 9 de novembro de 2020, perto de Yeraskh, na Armênia, a poucos quilômetros da República Autônoma do Naquichevão, do Azerbaijão, e cerca de 70 km da fronteira do Alto Carabaque, como resultado de fogo do solo de MANPADS. O helicóptero acompanhava o comboio da 102ª Base Militar Russa em Gyumri. Logo depois, o Azerbaijão assumiu a responsabilidade pelo ataque, com seu Ministério das Relações Exteriores afirmando que o abate aconteceu por acidente, expressando desculpas à Rússia e prontidão para pagar indenizações. De acordo com o Azerbaijão, o helicóptero russo voou no escuro, em baixa altitude e fora da zona de detecção dos radares de defesa aérea do Azerbaijão. Além disso, as autoridades do Azerbaijão afirmaram que o helicóptero voou nas proximidades da fronteira Armênia-Azerbaijão durante um período de conflito e que os helicópteros russos não foram vistos anteriormente na área. A base militar russa na Armênia e o Ministério Público do Azerbaijão iniciaram uma investigação sobre o incidente.

## Reações

### Entidades envolvidas
Logo após o abate, o Ministro da Defesa do Azerbaijão, Zakir Hasanov, enviou uma carta de condolências ao Ministro da Defesa da Rússia, Sergei Shoigu. Além disso, o Ministério das Relações Exteriores da Rússia afirmou que avaliou positivamente o Azerbaijão assumindo imediatamente a responsabilidade pelo incidente.

### Internacional
Em 9 de novembro, o CSTO, do qual a Rússia é membro, emitiu um comunicado, expressando sua preocupação com o abate aéreo.